# Escherichia
Escherichia je rod gramnegativních, nesporulujících, fakultativně anaerobních, bičíkatých bakterií z čeledi Enterobacteriaceae, žijící v trávicím traktu teplokrevných živočichů. Pravděpodobně nejznámějším druhem je Escherichia coli, modelový organismus ve výzkumu.
Druhy rodu Escherichia zajišťují svému hostiteli příděl vitamínu K, který vytváří sama bakterie.
Escherichia coli je nejpočetnější aerobní komensál obývající tlusté střevo člověka.

## Patogeneze
Přestože je mnoho bakterií rodu Escherichia neškodnými komensály, určité kmeny jsou pro člověka patogenní a jsou známy jako nejčastější původce infekcí močových cest a významný zdroj infekcí trávicího traktu, od prostého průjmu až po stavy připomínající úplavici, stejně jako široké škály jiných patologických stavů. Přestože je za drtivou většinu takových infekcí odpovědná bakterie Escherichia coli, jiné druhy rodu Escherichia se také podílejí na nemocích člověka.

## Příklady druhů Escherichia
- Escherichia adecarboxylata
- Escherichia albertii
- Escherichia blattae
- Escherichia coli
- Escherichia fergusonii
- Escherichia hermannii
- Escherichia vulneris